# Leucania perstriata
Leucania perstriata är en fjärilsart som beskrevs av Shigero Sugi 1982. Leucania perstriata ingår i släktet Leucania och familjen nattflyn. Inga underarter finns listade i Catalogue of Life.